# Alfred Paffenholz
Alfred Paffenholz (* 1937 in Köln; † 31. Dezember 2002 in Bremen) war ein deutscher Journalist, Sachbuchautor, Redakteur und langjähriger Leiter der Abteilung Kultur und Gesellschaft bei Radio Bremen.

## Leben und Wirken
Alfred Paffenholz studierte Germanistik, Anglistik und Philosophie in Innsbruck und Köln. Seine journalistische Laufbahn begann er in den 1960er Jahren als Leiter der Ressorts Inland und Kultur bei der Katholischen Nachrichten-Agentur (KNA) in Bonn. Als Chefredakteur der Zeitschrift film-dienst brachte er die Fragen um die katholische Filmbewertung wieder in die öffentliche Diskussion. 1969 wechselte er ins Landesfunkhaus Hannover des NDR, zunächst als Redakteur für Religion und Gesellschaft, später wechselte er in die NDR-Redaktion Kulturelles Wort.
1984 wurde Paffenholz zum Leiter der Abteilung Kultur und Gesellschaft bei Radio Bremen berufen. 1990 übernahm er ebenda die Leitung der Hauptabteilung Kulturelles Wort. In dieser Zeit initiierte er im Bremer Domkapitelsaal die Vortragsreihe bremer beiträge, die Radio Bremen aufzeichnete und im Programm studio Bremen sendete. Die Vortragsreihe wurde unterstützt vom Senator für Kultur und Ausländerintegration und der St. Petri Domgemeinde. In der Regel fanden sieben bis neun Vorträge im Jahr statt. Vortragende waren u. a.: Manfred Frank, Identität und Subjektivität (1990); Willem van Reijen, Labyrinth und Ruine. Walter Benjamin und die Wiederkehr des Barock in der Postmoderne (1990); Peter Wapnewski, Sprache – der wahre Verräter (1991); Hans-Ulrich Wehler, Nation, Nationalismus und Nationalstaat (1991); Oskar Negt, Politische Reflexionen zu Walter Benjamin (1992); Niklas Luhmann, Die moderne Gesellschaft und ihre Moral (1992); Günter Kunert, Mit fremden Händen ist gut Feuer schüren … (1993); Hans Keilson, Die Faszination des Hasses (1997).
Die jüdische Kultur und die jüdische Religion interessierten Paffenholz in besonderem Maße. Als Sachbuchautor veröffentlichte er Bücher zum Judentum und zu kunstwissenschaftlichen Themen.

## Werke
- Manès Sperber zur Einführung, SOAK-Verlag, Hannover 1984, ISBN 978-3-88209-061-1.
- In der Wüste des Alltags pflanze ich Rosen. Jüdische Lebensweisheiten, Kreuz Verlag, Stuttgart 2001, ISBN 3-7831-2023-3.
- Das Paradies ist freitags im Badehaus. Lesebuch zum Judentum, Patmos Verlag, Düsseldorf 1995, ISBN 3-491-72342-6.
- Was macht der Rabbi den ganzen Tag? Patmos Verlag, Düsseldorf 1995, ISBN 3-491-72331-0.
- als Herausgeber: Spurensicherung Band 1 – Kunsttheoretische Nachforschungen über Max Raphael, Raoul Hausmann, Sergeij Eisenstein und Viktor Schklowskij. Junius Verlag, Hamburg 1988, ISBN 978-3-88506-405-3.